# Ixorida barclayi
Ixorida barclayi är en skalbaggsart som beskrevs av Legrand 2008. Ixorida barclayi ingår i släktet Ixorida och familjen Cetoniidae. Inga underarter finns listade i Catalogue of Life.